# Curdin
Curdin är en kommun i departementet Saône-et-Loire i regionen Bourgogne-Franche-Comté i östra Frankrike. Kommunen ligger i kantonen Gueugnon som tillhör arrondissementet Charolles. År 2022 hade Curdin 337 invånare.

## Befolkningsutveckling
Antalet invånare i kommunen Curdin
| Referens: INSEE |